# Juan de Salcedo
Juan de Salcedo (Messico, 1549 – Vigan, 11 marzo 1576) è stato un esploratore e conquistador spagnolo.

## Biografia
Nipote di Miguel López de Legazpi e fratello di Felipe de Salcedo, nacque in Messico nel 1549 e fu uno dei soldati che parteciparono alla colonizzazione spagnola delle Filippine nel 1565. Si unì all'esercito spagnolo nel 1564 durante l'esplorazione delle Indie Orientali e del Pacifico, all'età di 15 anni. Nel 1569 guidò con Martín de Goiti un gruppo di 300 soldati verso la conquista di Manila e in quella campagna militare si trovarono a combattere spesso i capi musulmani nel 1570 e nel 1571. 
Nel 1571 Salcedo esplorò le regioni settentrionali delle Filippine assieme ad 80 soldati, soprattutto nella zona di Ilocos Sur e Luzon, fondando numerose città spagnole. Nel 1574 Salcedo si trasferì a Manila, dopo lo scoppio di una guerra in cui 3 000 pirati del mar Cinese, guidati da Limahong, avevano assediato gli insediamenti spagnoli. Salcedo ed i 600 uomini che guidava rioccuparono i villaggi, inseguendo la flotta cinese fino in Pangasinan nel 1575. Qui gli spagnoli assediarono i pirati per tre mesi, uccidendone i capi.
In seguito Salcedo tornò a Vigan, dove morì in casa sua di febbre all'età di 27 anni. Il suo corpo fu sepolto nella Chiesa di San Agustin ad Intramuros dove già riposava lo zio de Legazpi.